# Моттен
Моттен (нім. Motten) — громада в Німеччині, розташована в землі Баварія. Підпорядковується адміністративному округу Нижня Франконія. Входить до складу району Бад-Кіссінген.
Площа — 23,80 км2. Населення становить 1672 ос. (станом на 31 грудня 2020).